# Moshe Leib Rabinovich
Pour les articles homonymes, voir Rabinovitch.
Moshe Yehuda Leib Rabinowitz dit Moshe Leib Rabinovich (né le 25 décembre 1940 à Moukatchevo (Munkacs), Hongrie, aujourd'hui en Ukraine) est un rabbin hassidique américaine d'origine hongroise, leader de la dynastie hassidique de Munkacs.

## Biographie
Moshe Leib Rabinovich est né le 25 décembre 1940 à Moukatchevo (Munkacs), Hongrie, aujourd'hui en Ukraine. Il est le fils du rabbin Baruch Joshua Jerachmeel Rabinovitch de Parziveh-Munkacs-Holon et de  Chaya Frima Rivka Rabinovich. Le rabbin Baruch Joshua Jerachmeel Rabinovitch est né en 1913 à Siedlce en Pologne et est mort le 26 décembre 1997 à Petah Tikva, en Israël. Chaya Frima Rivka Rabinovich (née Spira) est née le 4 avril 1919 et est morte de tuberculose le 9 avril 1945, à l'âge de 26 ans, en Israël. Elle est enterrée dans le Cimetière juif du Mont des Oliviers.
En 1937, Le rabbin Baruch Joshua Jerachmeel Rabinovitch devient le Grand-rabbin de Moukatchevo, ayant succédé à son beau-père le Grand-rabbin Chaim Elazar Spira. Il garde cette position jusqu'à l'occupation de  Moukatchevo par les Nazis en 1944.

### Seconde Guerre mondiale
La famille Rabinovich échappe aux Nazis et arrive en Palestine mandataire. La mère meurt peu après leur arrivée.

### Études
Moshe Leib Rabinovich fait ses études en Israël, puis continue ses études à l'école publique à Sao Paulo au Brésil, et finalement à Cleveland aux États-Unis à la Yechiva de Telshe.